# Хесан
 Тази статия е за града в Северна Корея.  За града във Виетнам вижте Хесан (Виетнам).  
Хесан (на чосонгъл: 혜산시, на ханджа: 惠山市, правопис по системата на Маккюн-Райшауер Hyesan, поради наличие на йотация се изговаря най-близко до Хйесан, но се пише Хесан) е град в Северна Корея, административен център на провинция Рянган. Населението му към 2009 г. се изчислява на 98 212 души. Градът се намира на река Амноккан, на границата с Китай. Хесан е един от най-студените градове в Корея, именно тук през 1915 е измерена рекордно ниската темпрература от -42 градуса по Целзий. В района на града има голяма медна мина, дървопреработвателни предприятия, хартиена мелница и текстилни фабрики.